# Alkalurops
Alkalurops, eller My Bootis (μ Bootis, förkortat my Boo, μ Bu) som är stjärnans Bayerbeteckning, är ett trippelstjärnsystem i nordvästra delen av stjärnbilden Björnvaktaren. Den primära komponenten betecknas μ¹ Bootis och den sekundära (som i sig är en dubbelstjärna), μ² Bootis. My Bootis befinner sig på ett avstånd av ungefär 121 ljusår från solen.

## Nomenklatur
Trippelstjärnans traditionella namn Alkalurops kommer från grekiska καλαύροψ, kalaurops, "en herdes krokkäpp eller stav", med det arabiska prefixet tillfogat. Den har också varit känd som Inkalunis (från de Alfonsinska tabellerna), Clava (latin: klubban) och Venabulum (latin: ett jaktspjut).  Den har Flamsteedbeteckning 51 Bootis.
År 2016 organiserade internationella astronomiska unionen en arbetsgrupp för stjärnnamn (WGSN)  med uppgift att katalogisera och standardisera egennamn för stjärnor. WGSN fastställde namnet Alkalurops för μ¹ Bootis den 21 augusti 2016 och det ingår nu i IAU:s Catalog of Star Names.

## Egenskaper
μ¹ Bootis är en gul-vit underjätte av spektraltyp F med en skenbar magnitud på 4,31. Separerad med 108 bågsekunder från den primära komponenten, befinner sig dubbelstjärnan μ² Bootis, som har kombinerad spektraltyp G1V och en kombinerad magnitud på +6.51. Komponenterna i μ² Bootis har skenbar magnitud på 7,2 och 7,8 och är separerade med 2,2 bågsekunder. De fullgör ett varv kring sitt gemensamma masscentrum på 260 år.

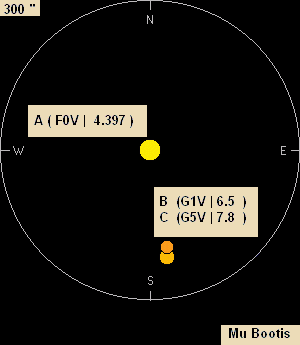
Illustration av My 1,2 Bootis